# Pantopipetta gracilis
Pantopipetta gracilis is een zeespin uit de familie Austrodecidae. De soort behoort tot het geslacht Pantopipetta. Pantopipetta gracilis werd in 1993 voor het eerst wetenschappelijk beschreven door Turpaeva. 